# Ranitomeya abdita
Ranitomeya abdita är en groddjursart som först beskrevs av Myers och Daly 1976.  Ranitomeya abdita ingår i släktet Ranitomeya och familjen pilgiftsgrodor. IUCN kategoriserar arten globalt som akut hotad. Inga underarter finns listade i Catalogue of Life.